# Fratellanza Sportiva Sestrese 1934-1935
Questa voce raccoglie le informazioni riguardanti la Fratellanza Sportiva Sestrese nelle competizioni ufficiali della stagione 1934-1935.

## Rosa
| N. |                   | Ruolo | Calciatore        |
| -- | ----------------- | ----- | ----------------- |
|    | Italia (bandiera) | C     | Alberto Bianchi   |
|    | Italia (bandiera) | C     | Giordano Bonelli  |
|    | Italia (bandiera) | D     | Angelo Canessa    |
|    | Italia (bandiera) | A     | Alfredo Carlevaro |
|    | Italia (bandiera) | D     | Gagnino           |
|    | Italia (bandiera) | P     | Giani             |

| N. |                   | Ruolo | Calciatore      |
| -- | ----------------- | ----- | --------------- |
|    | Italia (bandiera) | D     | Sergio Grasso   |
|    | Italia (bandiera) | A     | Marchiandi      |
|    | Italia (bandiera) | C     | Angelo Novella  |
|    | Italia (bandiera) | C     | Giuseppe Parodi |
|    | Italia (bandiera) | D     | Luciano Testa   |